# یوهان ملشیور مولتر
یوهان مِلشیور مولتر (به آلمانی: Johann Melchior Molter) (۱۰ فوریهٔ ۱۶۹۶ – ۱۲ ژانویهٔ ۱۷۶۵) آهنگساز و نوازندهٔ ویولن اهل آلمان بود.

## آثار
آثار باقی‌ماندهٔ مولتر عبارتند از:
- یک اوراتوریو
- چندین کانتات
- بیش از ۱۴۰ سمفونی، اوورتور، و سایر آثار ارکستری
- چندین کنسرتو، ازجمله چند کنسرتو برای کلارینت (نخستین آثار در این فرم)
- چندین اثر از نوعِ موسیقی مجلسی

از بخشی از یکی از کنسرتوهای مِلشیور برای ترومپت، در آرم برنامهٔ «واشینگتن جورنال» در سی-سپَن استفاده شده‌است.